# Anneliese Neef
Anneliese Neef (* 16. April 1943 in Berlin), geb. Brinckmann, ist eine deutsche Kulturwissenschaftlerin und Politikerin (SPD).

## Leben und Werk
Anneliese Neef studierte Kulturwissenschaften an der Berliner Humboldt-Universität und wurde dort 1978 promoviert. Sie beschäftigte sich insbesondere mit der gesellschaftlichen Rolle der Frau.

## Politik
Sie trat nach der Wende in der DDR in die SPD ein und gehörte für ihre Partei von 1995 bis 2001 dem Berliner Abgeordnetenhaus an. Bei der Abwahl des Regierenden Bürgermeisters Eberhard Diepgen 2001 enthielt sich Neef der Stimme und begründete das damit, nicht gemeinsam mit der PDS stimmen zu wollen.